# Trận đồn Henry
Trận đồn Henry là một cuộc chiến diễn ra vào ngày 6 tháng 2 năm 1862 tại tây Tennessee, trong thời Nội chiến Hoa Kỳ. Đây là thắng lợi quan trọng đầu tiên trong cuộc chiến của phe Liên bang miền Bắc và của chuẩn tướng Ulysses S. Grant tại Mặt trận miền Tây.
Trong các ngày 4 và 5 tháng 2, Grant đã cho đổ bộ hai sư đoàn quân tại vị trí ngay gần phía bắc đồn Henry trên sông Tennessee (đội quân phục vụ dưới quyền Grant sau này đã trở thành hạt nhân cho Binh đoàn sông Tennessee của miền Bắc, mặc dù lúc này tên gọi đó vẫn chưa được sử dụng.). Kế hoạch của ông là phải tiến quân về đồn này vào ngày 6 tháng 2 trong khi nó đang bị các pháo hạm của Hải quân Hoa Kỳ do Andrew Hull Foote chỉ huy tấn công. Sự phối hợp hiệu quả của hỏa lực hải quân cùng với vị thế yếu kém của đồn này - gần như bị ngập hoàn toàn do nước sông đang lên - đã buộc viên chỉ huy là chuẩn tướng Lloyd Tilghman phải ra hàng Foote trước khi lục quân miền Bắc đến nơi.
Việc đồn Henry thất thủ đã mở ra con đường thủy sông Tennessee cho quân miền Bắc băng qua biên giới bang Alabama, tiêu biểu là cuộc đột kích của các tàu gỗ timberclad miền Bắc trong các ngày 6 đến 12 tháng 2. Họ đã phá hủy nhiều tàu thuyền và các cây cầu đường sắt của Liên minh miền Nam ở phía hạ lưu con sông. Sau đó, lục quân của Grant tiếp tục tiến quân thêm 19 km đường bộ để đánh trận đồn Donelson.